# 貝爾舍姆角
貝爾舍姆角（英語：Cape Belsham），是南極洲的海岬，位於南設得蘭群島的象島北岸，處於懷爾德角以西0.9公里，命名追溯至1822年左右，現時由南極條約體系管理。